# Польо
Адриа́н Хосе́ Эрна́ндес Ако́ста, более известный как По́льо (исп. Adrián José Hernández Acosta; Pollo; 2 мая 1983, Моган, Канарские острова) — испанский футболист, полузащитник.
Начал заниматься футболом в клубе «Маспаломас», затем занимался в школе клуба «Лас-Пальмас». В 2002 году подписал контракт с клубом «Весиндарио», выступавшим в четвёртом испанском дивизионе (Tercera División), вместе с клубом Польо, победив в своей зоне этого дивизиона, вышел в третий дивизион (Segunda División B). В 2005 году перешёл в «Атлетико Мадрид», где два года выступал за вторую команду. За основной состав «Атлетико» Польо сыграл всего 1 матч. 6 января 2007 года в домашнем матче против «Химнастика» из Таррагоны (0:0) Польо вышел на 88 минуте вместо Лусиано Галлетти.
Летом 2007 года Польо вернулся на Канарские острова, присоединившись к клубу третьего дивизиона «Универсидад де Лас-Пальмас». После двух сезонов в «Универсидаде» летом 2009 года он перешёл в клуб «Лас-Пальмас», выступающий во второй лиге.